# Lade (album)
 For alternative betydninger, se Lade (flertydig). (Se også artikler, som begynder med Lade)
Lade, er titlen på det syvende studiealbum af det danske heavy-metalband, Red Warszawa. Albummet blev som de fleste andre albums fra Red Warszawa indspillet i Mayonaise Studio i løbet af 2020, og blev udgivet den 24. april samme år. Det var første gang i 10 år at Red Warszawa var udkommet med ny musik. Nogle numre havde dog allerede været spillet løbende til koncerter forinden, herunder nummeret "Bollet Ihjel Af Hest".

## Spor
1. Fuck Fuglene
2. Uzbekistan
3. Syg
4. Bøsser Boller Bedre
5. Gerontofil
6. Narkomanen Han Har Altid Travlt
7. Erling Og Pøllerne
8. Dildoparty For Mænd
9. Majas Kalender
10. Flasken
11. Jeg Kan Ikke Lide Folk Med Briller
12. Sweden Rock 2011
13. Fuck Mensa
14. Vild Med Pap
15. Bollet Ihjel Af Hest
16. Husblas
17. Fried Lies
18. Peter Madsen
19. Premenstruelle Kvinder Og Sexfikserede Fyre
20. Ytringsfriheden I DK

## Medvirkende
- "Lækre" Jens Mondrup - Vokal (undtagen på "Bollet Ihjel Af Hest").
- "Heavy" Henning Nymand - Guitar, Bas, Keyboard, Kor, (vokal på "Bollet Ihjel Af Hest").
- "Morbus Crohn" Mads Volf-Kjær - Trommer, slagtøj